# Alpla HC Hard
Maillots
Dernière mise à jour : 8 juin 2021.
L' Alpla HC Hard est un club de handball situé à Hard en Autriche.
Actuellement, le club évolue en championnat d'Autriche.

## Histoire
La section handball du SV Hard est fondée en 1946 ; elle devient le TS Hard. En 1972, une nouvelle section handball est formée eu sein de l'ATSV Hard (Allgemeiner Turn- und Sportverein Hard, association générale de gymnastique et de sport de Hard) ; cette section devient indépendante en 1986 et prend le nom de HC 86 Hard (Handball Club 86 Hard). L'équipe prend par la suite le nom de son parrain, l'entreprise Alpla (Alpenplastik Lehner Alwin, les Plastiques alpins Lehner Alwin, du nom de son fondateur), fondée en 1955 dans cette ville.

## Palmarès
- Championnat d'Autriche (7) : 2003, 2012, 2013, 2014, 2015, 2017 et 2021.
- Coupe d'Autriche (4) : 2005, 2008, 2014 et 2018
- Supercoupe d'Autriche (5) : 2012, 2017, 2018, 2019 et 2021.

## Personnalités liées au club
Parmi les personnalités liées au club, on trouve :
- Stanislav Koulintchenko : joueur de 2004 à 2007
- Krešimir Kozina (en) : joueur de 2013 à 2015
- Zbigniew Tłuczyński (en) : entraineur de 2008 à 2010
- Robert Weber : joueur de 2004 à 2008

## Galerie

Ancien logo
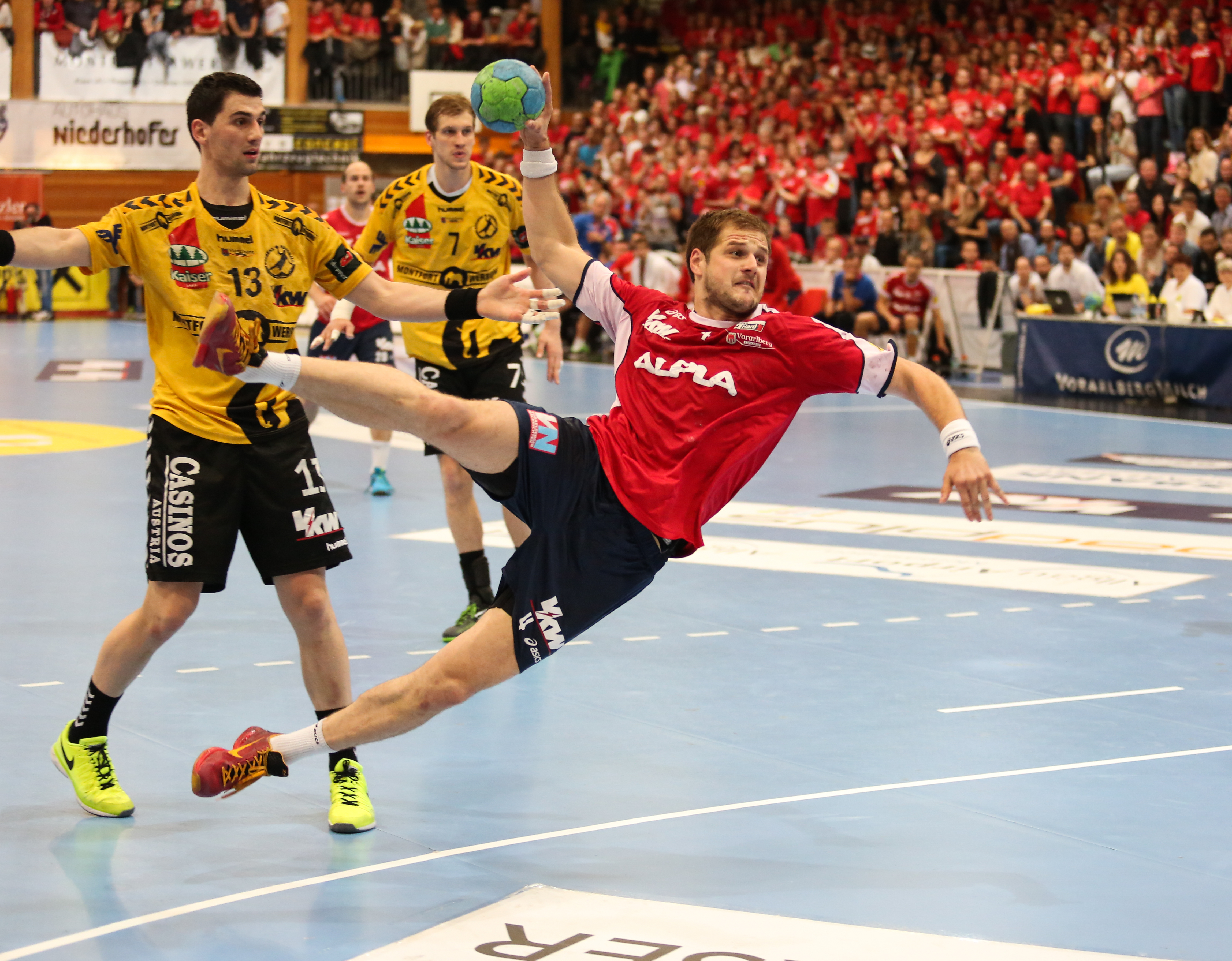
Krešimir Kozina au tir en 2016
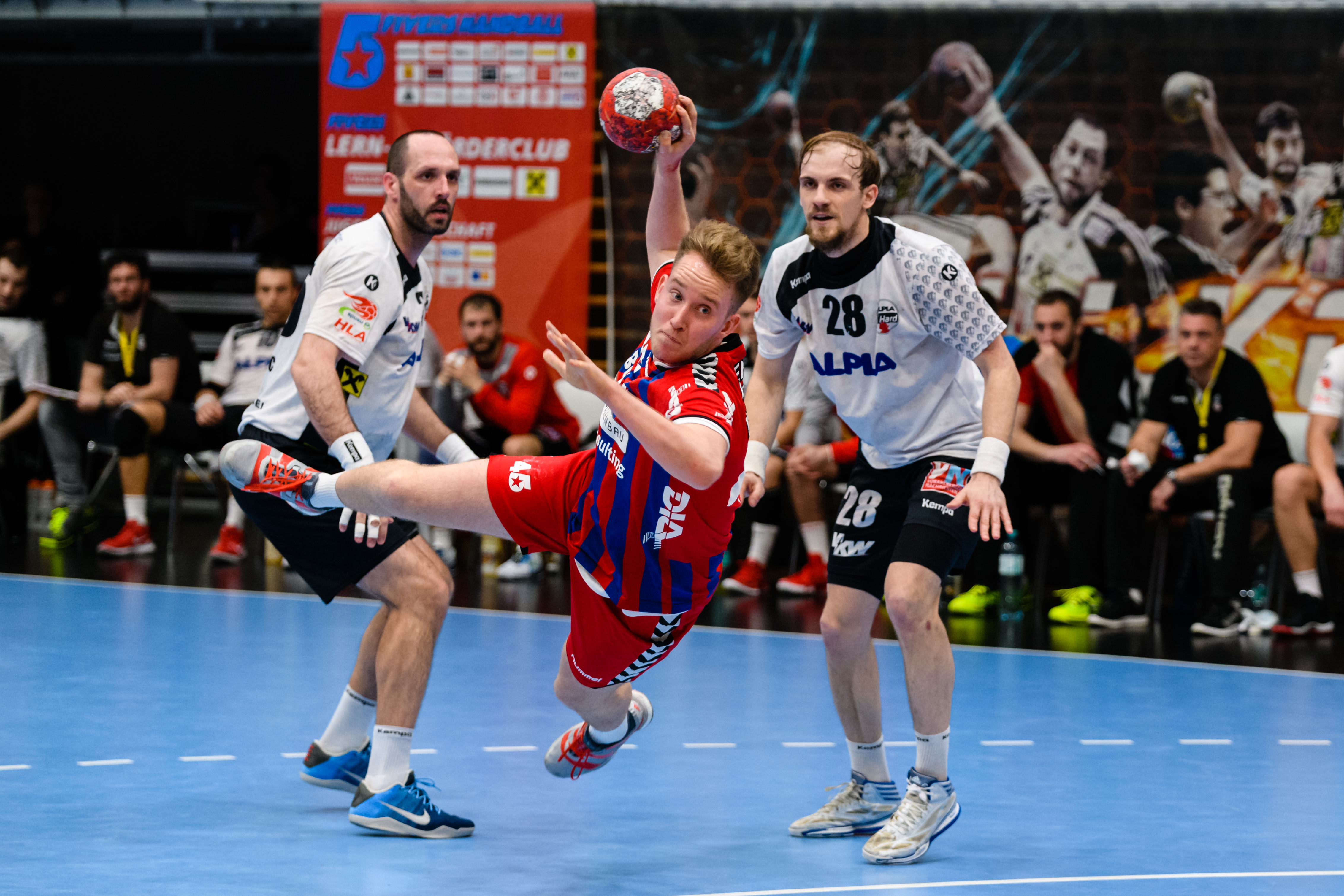
Domagoj Surać et Gerald Zeiner ne peuvent empêcher Nicolussi (Fivers) de tirer, en mars 2018.